# Andy Reed
Ne doit pas être confondu avec Andy Reed (homme politique).
Pas d'image ? Cliquez ici

a Compétitions nationales et continentales officielles uniquement.

b Matchs officiels uniquement.
Dernière mise à jour le 3 octobre 2022.
Andy Reed, né le 4 mai 1969 à St Austell (Cornouailles, Angleterre), est un joueur international écossais de rugby à XV évoluant au poste de deuxième ligne.
Sa nièce, Amber Reed, est une joueuse internationale anglaise de rugby à XV.

## Biographie

### Carrière
Andy Reed dispute son premier test match le 16 janvier 1993 contre l'équipe d'Irlande. Il dispute son dernier test match le 16 octobre 1999 contre l'équipe d'Espagne.
Il est deux fois capitaine de l'équipe d'Écosse en 1994. Il joue également un test match avec les Lions britanniques en 1993.
Reed dispute un match de la Coupe du monde 1999.

### Famille
Andy Reed a une nièce, Amber Reed, qui est une joueuse internationale anglaise de rugby à XV.

## Palmarès
- 18 sélections
- Sélections par années : 3 en 1993, 6 en 1994, 1 en 1996, 4 en 1997, 3 en 1999
- Tournois des Cinq Nations disputés : 1993, 1994, 1997, 1999